# Renault Avantime
Renault Avantime — автомобіль верхнього середнього класу, що виготовлявся з листопада 2001 по лютий 2003 року компанією Matra для компанії Renault. Концепція автомобіля була розроблена з самого початку для нішової моделі. Технічну основу Avantime взяв від Renault Espace III. У модельному ряду Avantime займав нішу між французьким Espace і Renault Vel Satis.
Всього виготовлено 8 557 автомобілів.

## Двигуни

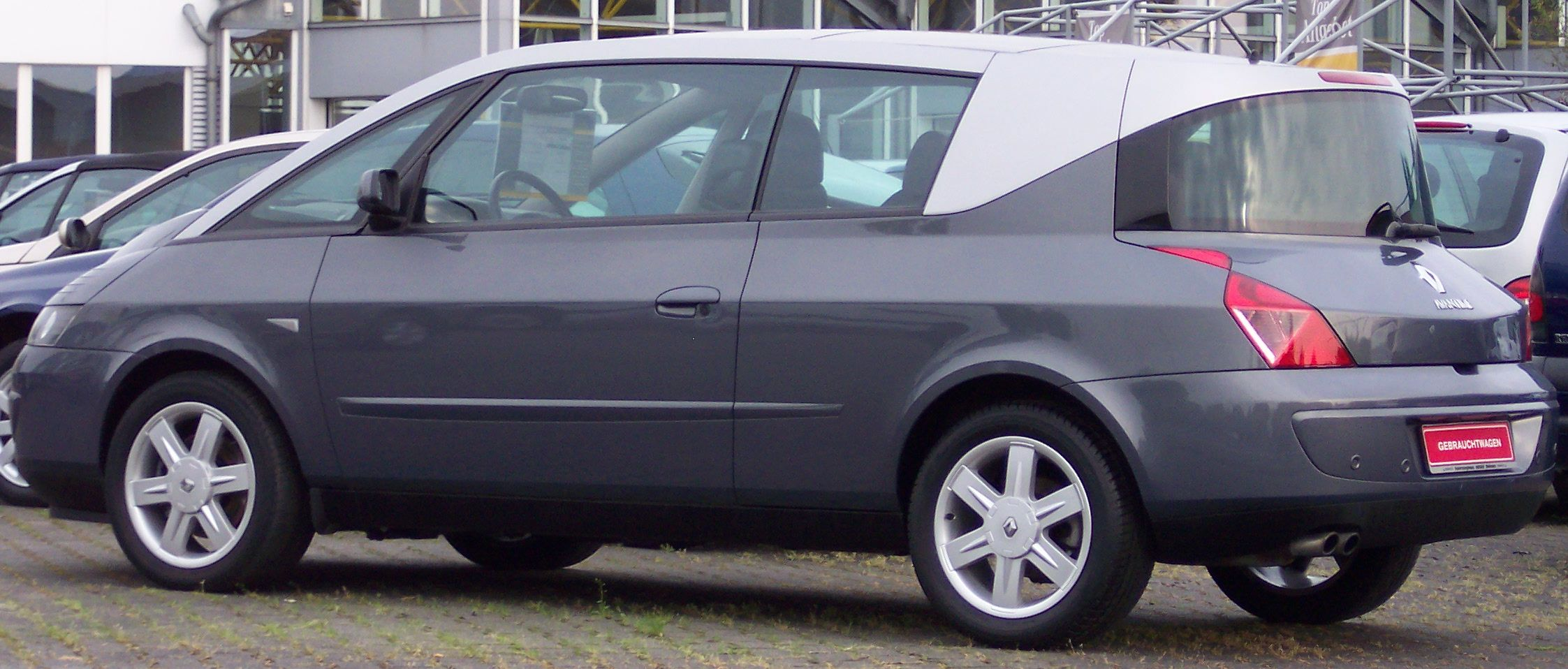

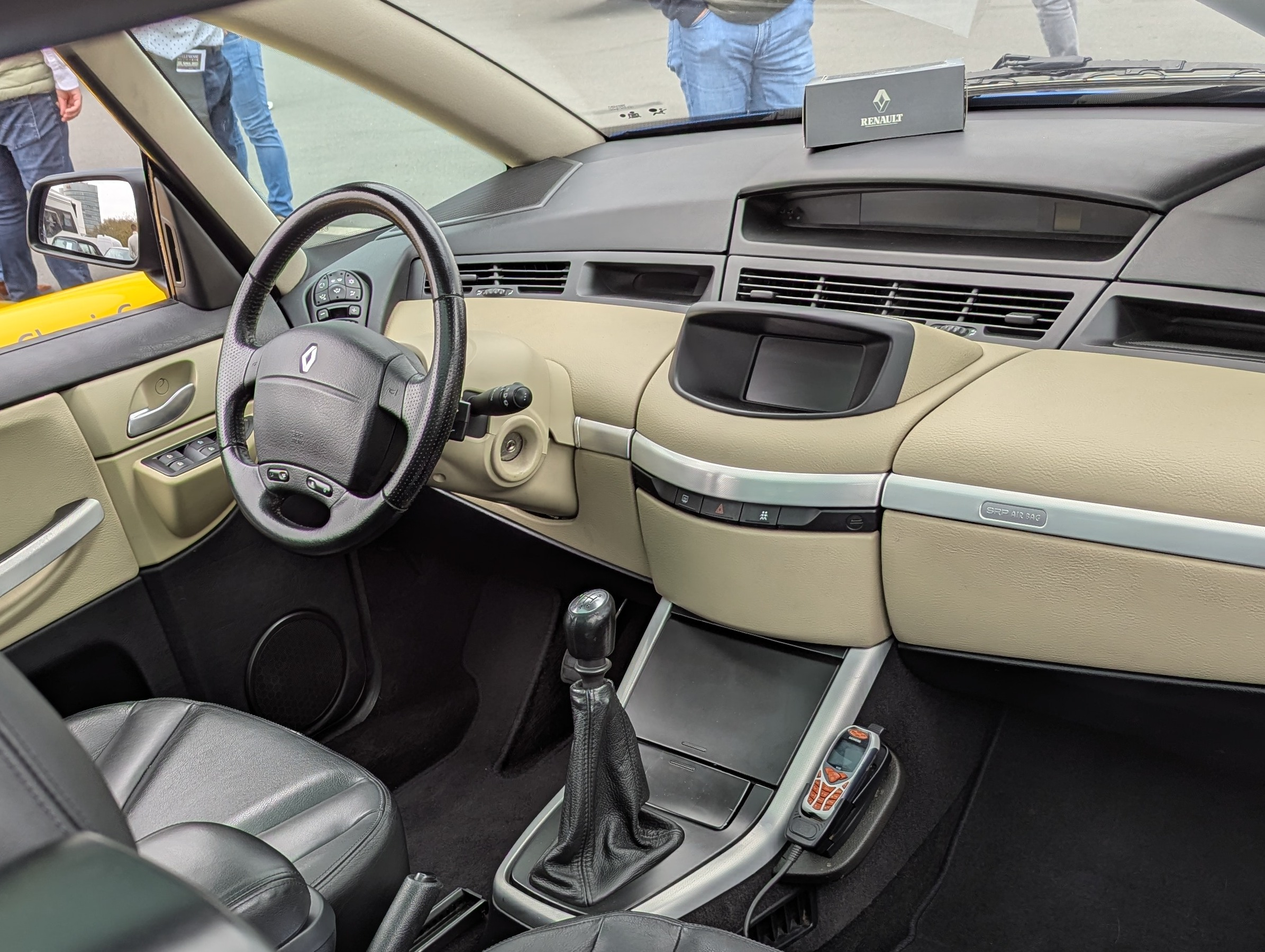

- 2,0-літровий 16V турбований рядний чотирициліндровий 1998 см3 потужністю 163 к.с. (120 кВт)
- 3,0-літровий V6 24V V-шестициліндровий бензиновий двигуна об'єм 2946 см3 потужністю 207 к.с.(152 кВт)
- 2,2-літровий DCI турбодизель з чотирма циліндрами об'єм 2188 см3 потужністю 150 к.с. (110 кВт)

## Продажі[1]
| рік     | авто  |
| ------- | ----- |
| 2001    | 779   |
| 2002    | 5,037 |
| 2003    | 2,226 |
| 2004    | 48    |
| всього: | 8,083 |